# Jernløse
Jernløse is een voormalige gemeente in Denemarken.
De oppervlakte bedroeg 102,57 km². De gemeente telde 5943 inwoners waarvan 3056 mannen en 2887 vrouwen (cijfers 2005).
Na de herindeling van 2007 werden de gemeentes Jernløse, Svinninge, Tornved en Tølløse bij Holbæk gevoegd.
De gemeente Jernløse bestond uit:
- Regstrup
- Sønder Jernløse
- Kvanløse
- Undløse
- Søstrup